# Vampyrfilm
Vampyrfilm er en filmgenre, der afbilder vampyrer. Genren har været stabil i filmbrancen siden stumfilmsæreaen. Den mest populære type i film er baseret fra Bram Stokers Dracula, der er filmatiseret i over 170 versioner. Et andet, dog væsentlig mindre populært, litterært udgangspunkt for fortolkningerne af vampyrer er Carmilla af Sheridan Le Fanu. I 2005 havde Dracula været det mest populære emne i film blandt fiktive karakterer, bortset fra Sherlock Holmes.
Som folklore bliver vampyrer defineret af deres behov for at drikke blod og deres manipulerende natur. Dette tema er også gennemgående i størstedelen af fortolkningerne i vampyrfilm. Selvom vampyrer normalt associeres med horrorfilm (og nogle gange zombiefilm), så kan vampyrfilm også falde under en lang række andre genrer inklusive drama, action, science fiction, romantiske film, komedier eller fantasy.

## Historie
De første skildringer af vampyrer i film omhandlede ikke udødelige blodsugende væsner, men derimod kvindelige 'vamper'. Skildringen af disse kvinder var inspireret af et digt af Rudyard Kipling, "The Vampire", fra 1897, der beskrev en mand forført af den kvindelige vampyr. Digtet var skrevet som en slags kommentar til et maleri af en kvindelig vampyr af Philip Burne-Jones udstillet samme år. Strofen fra Kiplings digt A fool there was ... , blev benyttet som titel på filmen A Fool There Was (1915) om digtet blev brugt i markedsføringen af filmen. Få år forinden havde Nordisk Films Kompagni udsendt Vampyrdanserinden om en mands fatale tiltrækning af en danserinde. 
En autentisk overnaturlig vampyr er temaet i F. W. Murnaus banebrydende vampyrfilm fra 1922 Nosferatu med Max Schreck i rollen som Grev Orlok. Murnau kunne ikke opnå filmrettighederne til Bram Stokers Dracula, men Murnau indspillede alligevel sin film baseret på en historie, der lå tæt op a romanen, hvilket medførte, et sagsanlæg, hvorefter filmen måtte destrueres. Først i 1994 blev filmen restaureret ud af overlevende rester af filmen.
En senere klassisk vampyrfilm var Universals Dracula fra 1931 baseret på Bram Stokers roman med Bela Lugosi i hovedrollen som Grev Dracula. Lugosis optræden med ungarsk accent og dramatiske gestikulering blev så populær, at denne nu er forbundet med figuren Dracula. Fem år senere udgav Universal en opfølger, Draculas datter (1936) og yderligere en opfølger udkom i 1943, Draculas søn. Selv om Dracula døde i 1931-filmen, optrådte figuren i tre yderligere film fra Universal i 1940'erne: House of Frankenstein (1944), House of Dracula (1945) og Abbott and Costello Meet Frankenstein (1948). 
Dracula blev anvendt i en ny serie af film i 1950'erne fra Hammer Films med Christopher Lee i rollen som Grev Dracula. I den første af disse film, Dracula (1958), dør greven, da han udsættes for solens stråler. Lee spillede hovedrolen i fem af de syv følgende Dracula-film fra Hammer Films. En filmatisering, der ligger tættere op ad Strokers roman, blev udgivet i 1992, Dracula, instrueret af Francis Ford Coppola.
En særlig subgenre indenfor vampyrfilmene, inspireret af Le Fanus Carmilla, omhandlede temaet om den lesbiske vampyr. Temaet blev antydet i Draculas datter, og i Carl Th. Dreyers Vampyr (1932), men den første åbent lesbiske vampyr optrådte i Blood and Roses (1960) af Roger Vadim. Mere eksplicitte lesbiske temaer indgik i Hammer Films' Karnstein Trilogi. Den første film i trilogien, The Vampire Lovers (1970) med Ingrid Pitt og Madeline Smith var en forholdsvis traditionel gengivelse af LeFanus historie, men med mere vold og sex. Senere film i subgenren, såsom Vampyres (1974) var endnu mere eksplicit i gengivelse af sex, nøgenhed og vold. 
Med Abbott and Costello Meet Frankenstein (1948) begyndte en subgenre, hvor vampyrfilm fik et element af comedy. Roman Polanskis Vampyrernes nat er et eksempel på subgenren. Andre eksempler på vampyr-comedy er Vampira (1974) med David Niven som en kælen Dracula, Love at First Bite (1979) med George Hamilton, My Best Friend Is a Vampire (1988), Innocent Blood (på dansk: Blod på tanden) (1992), Buffy the Vampire Slayer (1992), Dracula: Dead and Loving It (1995) af Mel Brooks med Leslie Nielsen er andre eksempler.